# Njombe (Region)
Njombe ist eine der 31 Regionen in Tansania, der Sitz der Verwaltung ist in der Stadt Njombe.

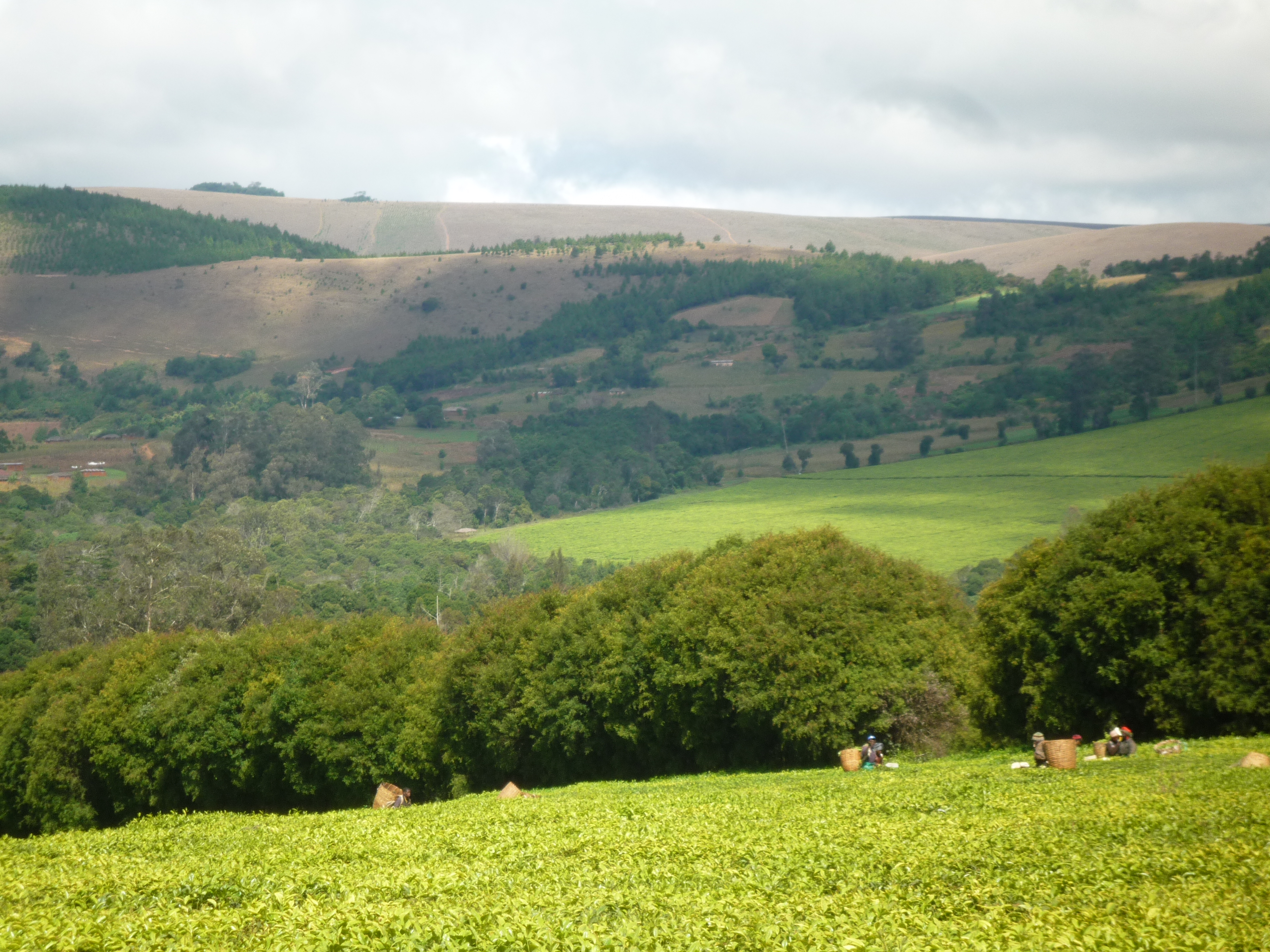
Hochland mit Teeplantage im Vordergrund

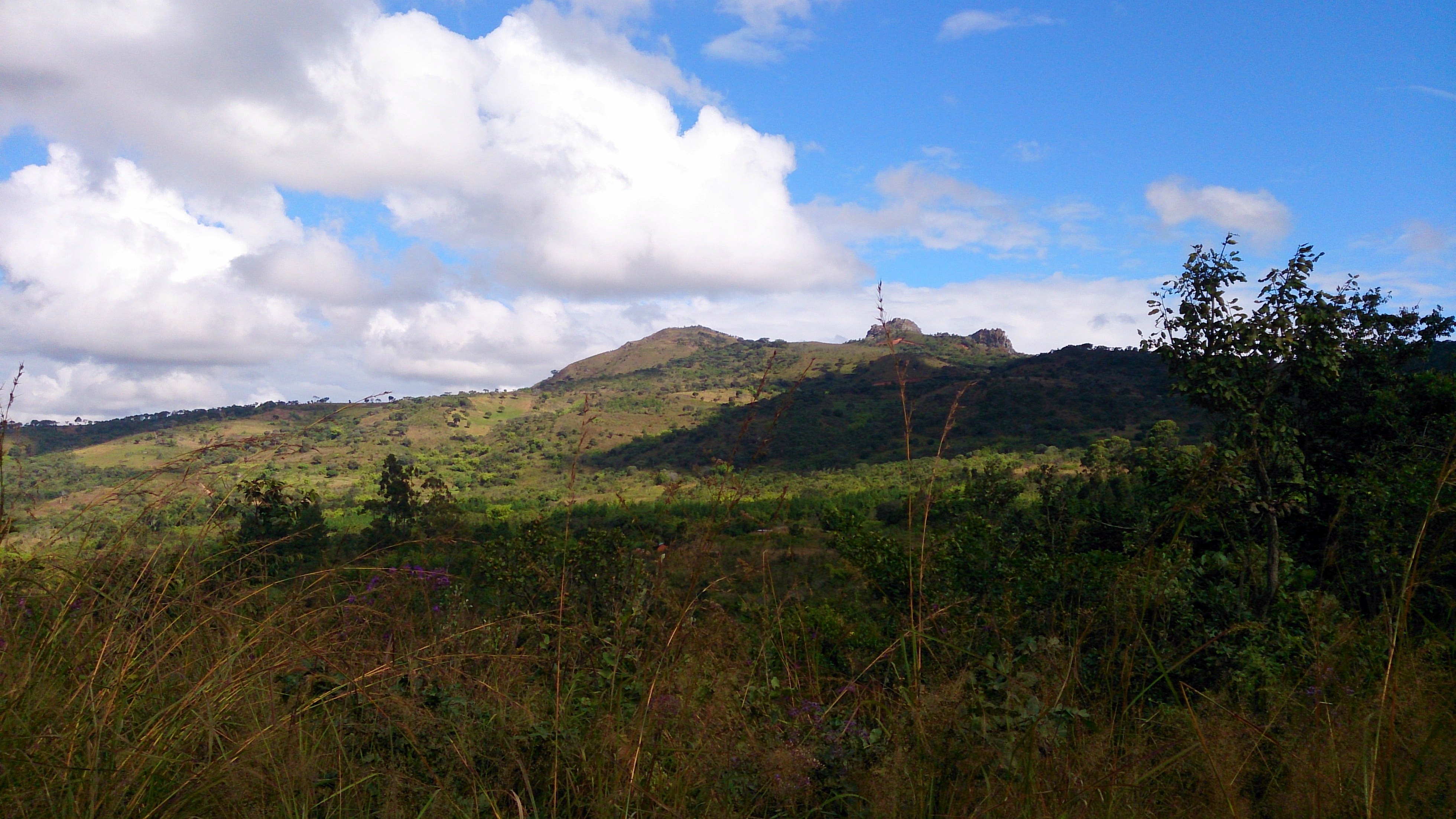
Liganga Iron Mountain im Distrikt Ludewa

## Geographie
| Die Region hat eine Größe von 24.994 Quadratkilometer und rund 890.000 Einwohner (Volkszählung 2022), sie liegt in der südlichen Hochlandzone von Tansania. Vom Malawisee im Westen steigt das Land steil auf etwa 2000 Meter über dem Meersenivau an. Im Norden der Region liegen die Livingstone-Berge, die fast 3000 Meter erreichen. Südöstlich schließt sich das Hochplateau an. Entwässert wird das Land durch drei Hauptflüsse: Der Osten durch den Ruhudzi, der Süden durch den Ruhuhu und der Nordwesten durch den Ruaha. Von der Gesamtfläche entfallen 3800 Quadratkilometer auf Wasserflächen, vor allem den Anteil am Malawisee. 10.900 Quadratkilometer sind landwirtschaftlich nutzbar, davon werden 5800 tatsächlich genutzt. 5000 Quadratkilometer sind bewaldet. Klimatisch wird die Region in drei Zonen eingeteilt: | Hier fehlt eine Grafik, die leider im Moment aus technischen Gründen nicht angezeigt werden kann. Wir arbeiten daran! |

- Die Gebirgszone liegt in einem Bereich von 1600 bis knapp 3000 Meter über dem Meer und umfasst den Nordwesten und den Nordosten der Region. Die Temperatur liegt bei 15 Grad Celsius. Die Jahresniederschläge von 1000 bis 1600 Millimeter fallen größtenteils in der Regenzeit von November bis Mai, von Juni bis September ist es trocken und kühl.
- Das Hochplateau nimmt den Großteil des zentralen und südlichen Teils der Region ein und liegt in einer Höhe von 700 bis 1700 Meter über dem Meer. Es regnet zwischen 1100 und 1300 Millimeter im Jahr bei milden Temperaturen, die im Juni und Juli auch unter 10 Grad Celsius fallen können.
- Die Tieflandzone mit einer Höhe von 600 bis 1400 Meter liegt im Norden der Region. Die Temperaturen reichen von 15 bis 20 Grad Celsius, es regnet jährlich 600 bis 1000 Millimeter, alle paar Jahre gibt es auch Dürreperioden.

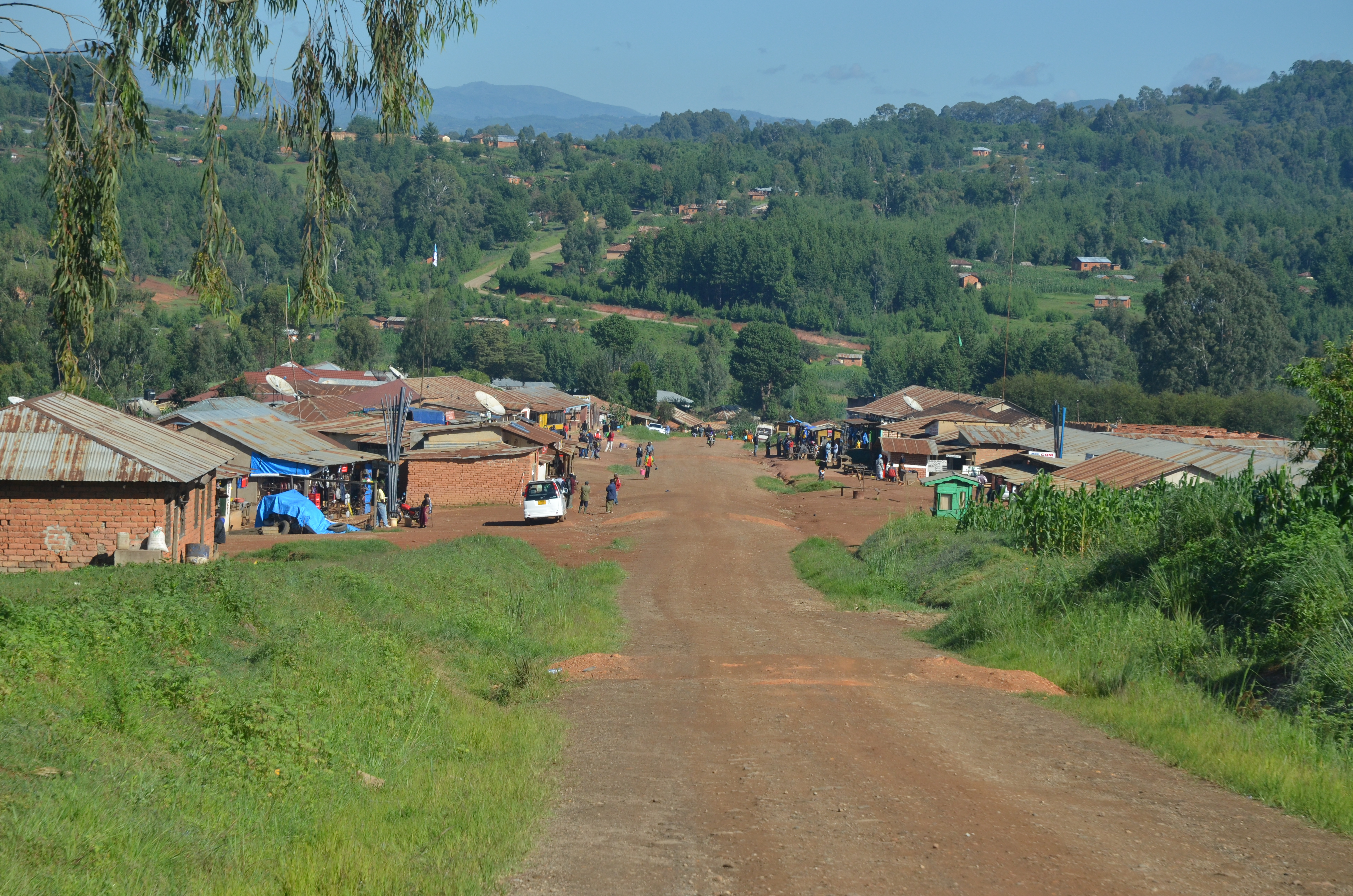
Das Dorf Ikonda im Distrikt Makete

Nach der effektiven Klimaklassifikation wird das Klima in Njombe als gemäßigt warm, das ist Cwb, eingestuft:
|                        | Jan  | Feb  | Mär  | Apr  | Mai  | Jun  | Jul  | Aug  | Sep  | Okt  | Nov  | Dez  |   |      |
| Mittl. Temperatur (°C) | 17,6 | 17,4 | 17,3 | 16,8 | 15,2 | 13,4 | 12,8 | 13,6 | 15,2 | 16,9 | 18   | 17,8 | ⌀ | 16   |
| Mittl. Tagesmax. (°C)  | 22,6 | 22,4 | 22,5 | 21,3 | 20,2 | 19,3 | 18,9 | 19,9 | 21,8 | 23,5 | 24,6 | 23,5 | ⌀ | 21,7 |
| Mittl. Tagesmin. (°C)  | 12,6 | 12,4 | 12,2 | 12,3 | 10,2 | 7,6  | 6,7  | 7,3  | 8,7  | 10,3 | 11,5 | 12,2 | ⌀ | 10,3 |
|                        |      |      |      |      |      |      |      |      |      |      |      |      |   |      |
| Niederschlag (mm)      | 220  | 210  | 258  | 149  | 26   | 4    | 2    | 1    | 5    | 13   | 62   | 210  | Σ | 1160 |

| 12,6 |

| 12,4 |

| 12,2 |

| 12,3 |

| 10,2 |

| 7,6 |

| 6,7 |

| 7,3 |

| 8,7 |

| 10,3 |

| 11,5 |

| 12,2 |

| 12,6 |

| 12,4 |

| 12,2 |

| 12,3 |

| 10,2 |

| 7,6 |

| 6,7 |

| 7,3 |

| 8,7 |

| 10,3 |

| 11,5 |

| 12,2 |

### Nachbarregionen
| Mbeya  |                                             | Iringa   |
|        | Kompassrose, die auf Nachbargemeinden zeigt | Morogoro |
| Malawi |                                             | Ruvuma   |

## Geschichte
Die Region Njombe wurde 2012 durch Abtrennung von der Region Iringa gegründet.

## Verwaltungsgliederung
Die Region wird in sechs Distrikte untergliedert:
| Distrikt       | Fläche km2 | Einwohner 2002 | Einwohner 2012 | Einwohner 2016 | Einwohner 2022 |
| -------------- | ---------- | -------------- | -------------- | -------------- | -------------- |
| Ludewa         | 8.397      | 128.155        | 133.218        | 137.520        | 151.361        |
| Makambako (TC) | 862        | 69.056         | 93.827         | 96.857         | 146.481        |
| Makete         | 5.800      | 105.775        | 97.266         | 100.407        | 109.160        |
| Njombe         | 3.153      | 84.159         | 85.747         | 88.516         | 109.311        |
| Njombe (TC)    | 3.212      | 113.623        | 130.223        | 134.429        | 182.127        |
| Wanging'ombe   | 3.570      | 152.277        | 161.816        | 167.042        | 191.506        |

## Bevölkerung
In der Region leben Bena, Wakinga, Pangwa, Manda, Nyakyusa, Wanji, Magoma, Mahanji und Kissi.

### Bevölkerungspyramide
Die Bevölkerungspyramide zeigt eine Geschlechterverteilung von 88 Männer auf hundert Frauen, wobei das Verhältnis bis zum Alter von 20 Jahren beinahe 1:1 ist, mit zunehmendem Alter aber immer stärker abweicht. In der Altersgruppe 80+ kommen auf 100 Frauen nur noch 59 Männer.

### Religion
Njombe ist Sitz eines römisch-katholischen Bischofs. Fast vierzig Prozent der Bewohner des Bistums sind Katholiken.
| - Bildung: Von der Bölkerung mit fünf Jahren und darüber waren etwa ein Drittel aktuell in einer Schule, sechs Prozent hatten den Schulbesuch abgebrochen, 42 Prozent hatten eine abgeschlossene Schulbildung und 17 Prozent waren nie in einer Schule (Stand 2012). - Gesundheit: Gab es im Jahr 2010 nur 21 Gesundheitszentren, so stieg deren Anzahl auf 101 im Jahr 2019. Im gleichen Jahr gab es 280 Mütter- und Kinder-Betreuungszentren. Die Mütter-Sterblichkeitsrate sank von 250 je 100.000 Lebendgeburten im Jahr 2005 auf 102 im Jahr 2018. - Wasser: Etwas mehr als die Hälfte der Stadtbevölkerung und rund zwei Drittel der Landbevölkerung hatten im Jahr 2018 Zugang zu sauberem Wasser. | Hier fehlt eine Grafik, die leider im Moment aus technischen Gründen nicht angezeigt werden kann. Wir arbeiten daran! |

## Einrichtungen und Dienstleistungen

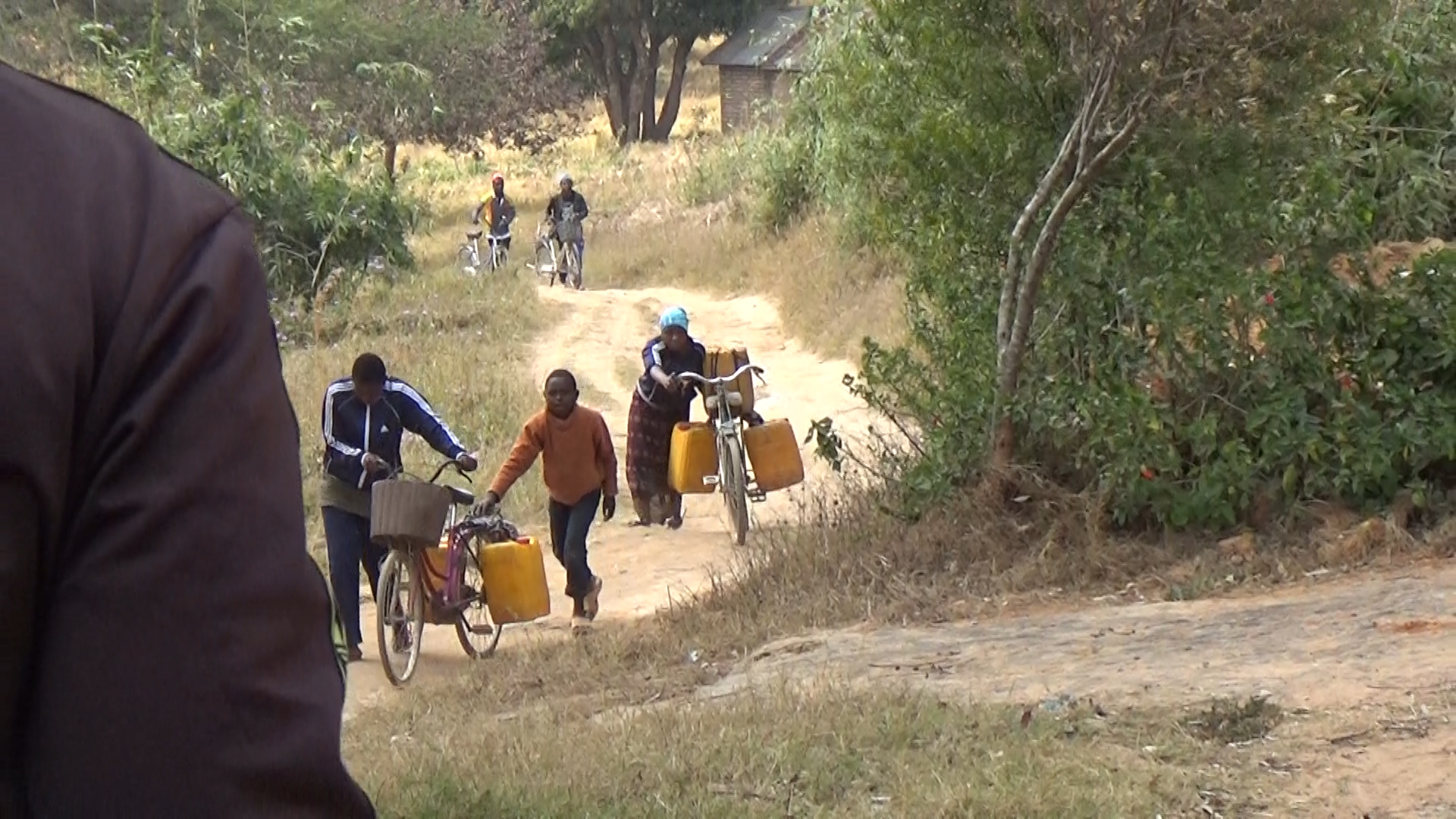
Beim Wassertransport

## Wirtschaft und Infrastruktur

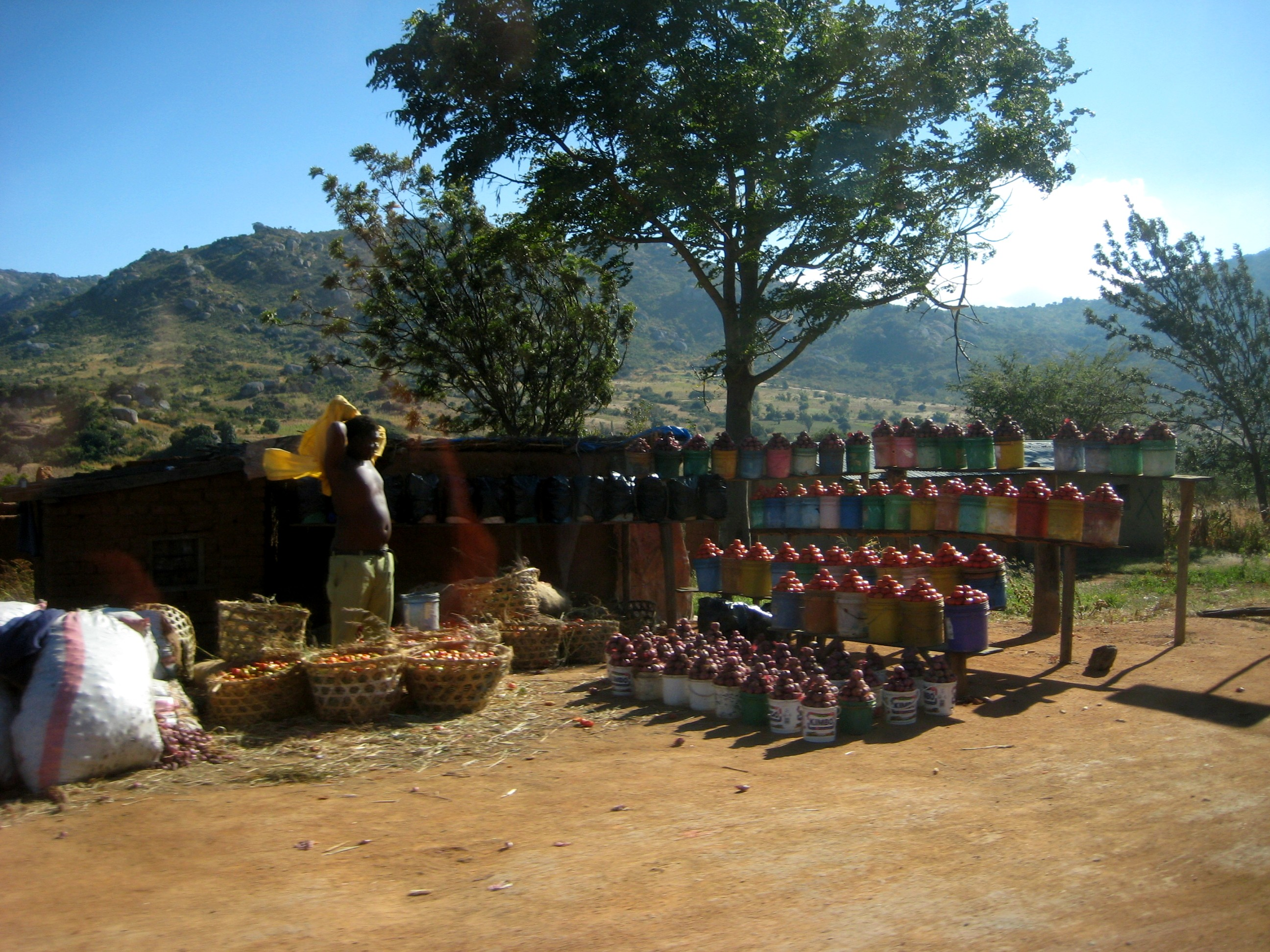
Verkauf von Tomaten und Zwiebeln

Njombe gehört zu den wirtschaftlich stärksten Regionen von Tansania, nach Daressalam hat es eines der höchsten Pro-Kopf-Einkommen. Das sieht man sowohl an der Qualität der Häuser auf dem Land als auch daran, dass viele Felder mit Traktoren oder zumindest Zugtieren bestellt werden. Der wichtigste Wirtschaftszweig der Region ist die Landwirtschaft, 145.000 der insgesamt 169.000 Haushalte beschäftigen sich mit Ackerbau und Viehzucht.
| Von 2005 bis 2014 wurde die Anbaufläche von 232.212 Hektar auf 367.769 Hektar ausgeweitet. Die Produktion stieg im gleichen Zeitraum von 464.000 Tonnen auf 1.713.000 Tonnen. Je nach Zone werden unterschiedliche Früchte angebaut, in tieferen Lagen Maniok, Reis, Erdnüsse, Süßkartoffeln, Cashewnüsse, Hirse, Gemüse, tropische Früchte und Bananen, in der Zentralregion Mais, Blumen, Bohnen, Sonnenblumen, Getreide, Bananen, Weizen, Kartoffeln, Gemüse, Tee, Kaffee und Obst, in höheren Lagen Mais, Bohnen, Kartoffeln, Weizen, Erbsen, Sonnenblumen, Gemüse und Obst. Mehr als die Hälfte der Haushalte hält zumindest ein Nutztier. Die am Häufigsten gehaltenen Tiere sind Geflügel und Rinder. Die Produktion von Milch nahm von 1,5 Millionen Liter im Jahr 2005 auf über 10 Millionen Liter im Jahr 2014 zu, im gleichen Zeitraum stieg die Anzahl der Eier von einer Million auf beinahe 200 Millionen. Die Erzeugung von Honig nahm von 23.262 Liter im Jahr 2005 auf 65.808 Liter im Jahr 2014 zu. | Hier fehlt eine Grafik, die leider im Moment aus technischen Gründen nicht angezeigt werden kann. Wir arbeiten daran! |

### Landwirtschaft

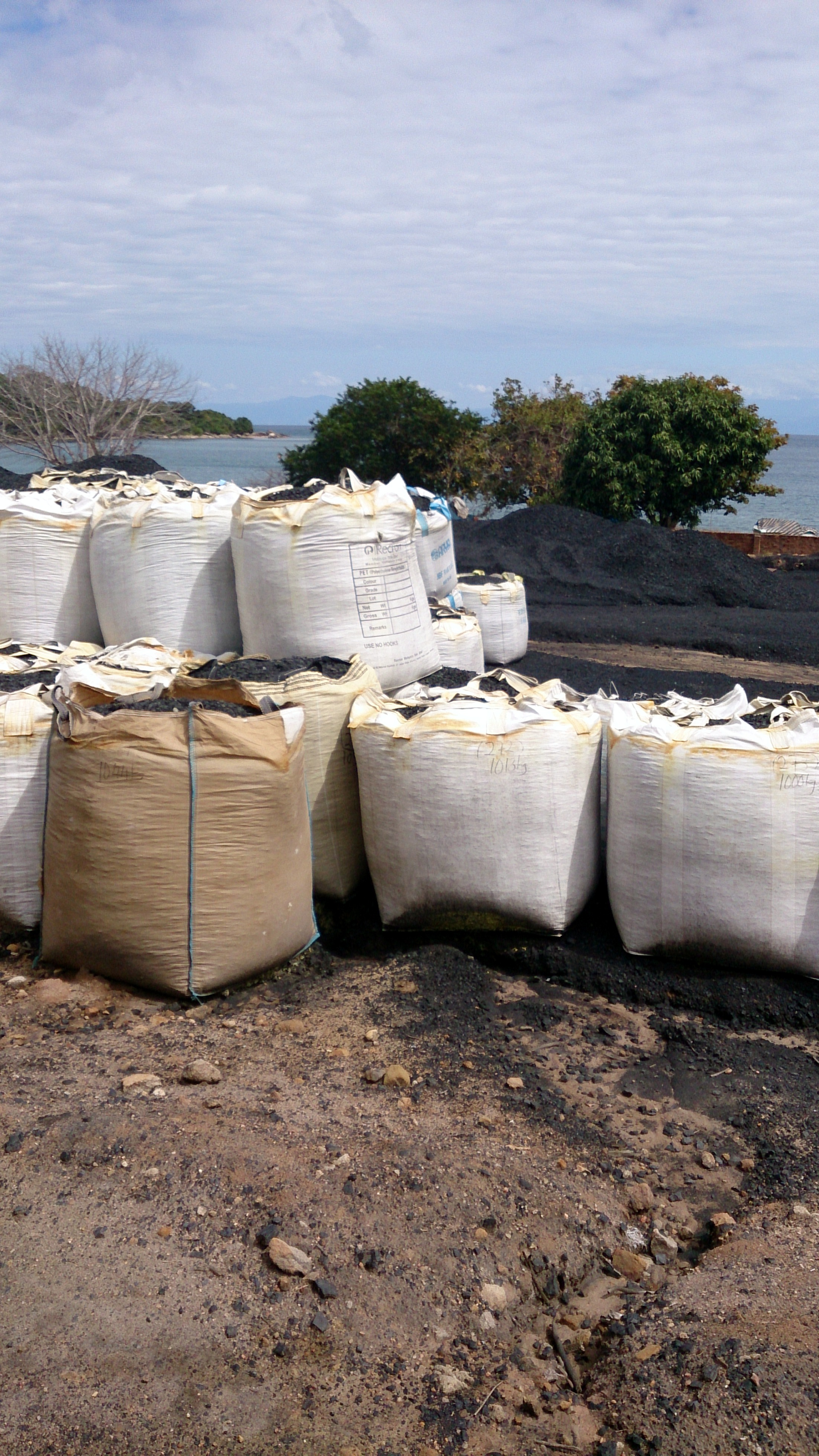
Kohleabbau im Distrikt Ludewa

### Bodenschätze
Bisher wurden nur die Kohle- und Eisenerzvorkommen im Distrikt Ludewa näher untersucht. Vermutet werden auch Lagerstätten von Gold, Kupfer, Turmalin, Kaolin, Platin und Mangan.

### Verkehr
- Eisenbahn: Durch den Norden der Region führt die Tanzania-Zambia Railway, die Eisenbahnlinie von Daressalam nach Sambia, mit einem Bahnhof in Makambako.[23][24]
- Straße: Die Region ist durch die Nationalstraße T1 (Tanzam Highway), die von Daressalam nach Mbeya und weiter nach Sambia führt, gut erschlossen. In Makambako zweigt die Nationalstraße T6 ab und führt durch die Regionalhauptstadt Njombe weiter nach Süden in die Nachbarregion Ruvuma.[25] Von Njombe, Makete und Ludewa fahren täglich Busse in andere Landesteile, insbesondere nach Daressalam, Iringa, Songea und Mbeya.[5]

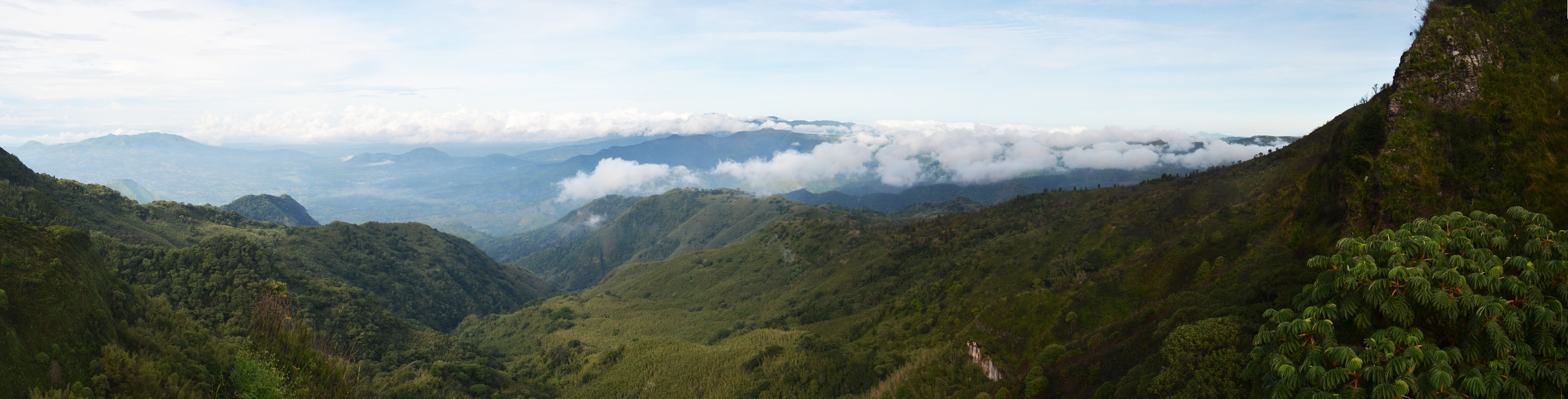
Livingstone-Berge

## Sehenswürdigkeiten
- Kitulo-Nationalpark: Der 465 Quadratkilometer große Kitulo-Nationalpark liegt auf dem Kitulo-Plateau an der Grenze zur Region Mbeya.[26] Dieser 2700 Meter hoch gelegene Park liegt inmitten der Kipengere-, Poroto- und Livingstone-Berge und ist vor allem wegen seiner Botanik bekannt. Fackellilien, Aloen, Proteen, Geranien, Riesenlobelien, Lilien, Astermargeriten und 45 verschiedene Orchideenarten blühen vor allem in der Regenzeit von Ende November bis April.[27]